# Ernst Hermann Schulz
Ernst Hermann Schulz (* 26. März 1886 in Bochum; † 25. Juli 1962 in Dortmund) war ein deutscher Eisenhüttenmann und Forschungsorganisator.

## Leben
Ernst Hermann Schulz war der Sohn des Bautechnikers Ernst Heinrich Schulz (1853–1906) und seiner Frau Elise Karoline, geborene Niemeier (1863–1917). Er absolvierte sein Abitur 1905 an der Oberrealschule in Bochum und war danach ein Jahr bei der Bochumer „Gesellschaft für Stahlindustrie“ praktisch tätig. Im Anschluss studierte er von 1906 bis 1910 zunächst Mathematik und danach Hüttenkunde in Karlsruhe und Berlin. 1910 erlangte Schulz sein Diplom, 1913 wurde er bei Walther Mathesius mit einer Arbeit Über die Volumen- und Formänderungen des Stahls beim Härten promoviert.
Im Jahr 1910 wurde Ernst Hermann Schulz Assistent in der metallographischen Abteilung des Materialprüfungsamts in Berlin-Lichterfelde. 1911 wechselte er zum Militärversuchsamt, wo er 1913 die zweite Hauptprüfung zum Militär-Baumeister ablegte. Nach einem kurzen Aufenthalt beim Siegen-Solinger Gußstahl-Aktien-Verein im Jahr 1914 kehrte Schulz im Oktober 1914 zum Militärversuchsamt zurück. Nach dem Ersten Weltkrieg wurde er auf Vermittlung von Fritz Wüst im Jahr 1919 Leiter der metallurgischen Abteilung der Versuchsanstalt Dortmund der Deutsch-Luxemburgischen Bergwerks- und Hütten-AG. Forschungsgebiete von Schulz waren Sonderstähle für Stahlbau und Chemische Industrie, Dauerfestigkeit des Stahls, Stahlverfeinerung, feuerfestes Material für den Hüttenbetrieb, Werkstoffkunde, Metallkunde sowie Materialprüfung. 1925 habilitierte sich Schulz an der TH Braunschweig für Metallkunde. Dort wurde er 1929 außerordentlicher Professor und 1940 außerplanmäßiger Professor. Während des Zweiten Weltkriegs war er in zahlreichen Fachausschüssen des Rüstungsministeriums vertreten. Nachdem er 1946 aus dem Hochschuldienst der TH Braunschweig entlassen worden war, wurde ihm die Lehrerlaubnis 1949 neu erteilt. In den Jahren 1950 und 1951 hatte er einen Lehrauftrag für Sonderstahlkunde inne. Mit der Liquidation der Kohle- und Eisenforschung GmbH sowie der Vereinigte Stahlwerke AG (als Nachfolgerin der Deutsch-Luxemburgische Bergwerks- und Hütten-AG) nach dem Krieg endete im Wesentlichen die berufliche Laufbahn von Schulz. Danach war er überwiegend ehrenamtlich und freiberuflich tätig.
Ernst Hermann Schulz war Mitglied des Vereins Deutscher Ingenieure (VDI) und im Westfälischen Bezirksverein des VDI aktiv. Daneben war er auch Mitglied des Vereins Deutscher Eisenhüttenleute (VDEh), dessen Vorstand er in den Jahren 1936 bis 1945 angehörte. Mit der Gründung des Deutschen Normenausschusses im Jahr 1917 wurde er dort Mitarbeiter in diversen Fachausschüssen. Beim VDEh leitete er einen von ihm etablierten Werkstoffausschuss. Er förderte die Verwissenschaftlichung der Eisenhüttenkunde durch Publikationen und Veranstaltungsplanung. Seit dem Jahr 1953 war Schulz geschäftsführendes Vorstandsmitglied der „Fördergesellschaft Stahlmuseum Dortmund“. In den Jahren 1954/1955 war er Präsident des wiedergegründeten Deutschen Verbands für Materialprüfung.
Ernst Hermann Schulz war seit 1915 mit Charlotte, geborene Petzold (1895–1954), verheiratet. Das Ehepaar hatte einen Sohn und eine Tochter. Nach seinem Tod wurde Schulz in Rottach-Egern beigesetzt.

## Auszeichnungen
- 1954: Goldene Carl-Lueg-Denkmünze des Vereins Deutscher Eisenhüttenleute (VDEh)
- 1956: Goldener Ehrenring des Deutschen Museums, München
- 1956: VDI-Ehrenplakette
- 1956: Bundesverdienstkreuz 1. Klasse
- 1958: VDI-Ehrenzeichen[3]
- 1960: Ehrensenator der Technischen Hochschule Braunschweig
- 1960: Großes Bundesverdienstkreuz